# Samuel Bonsall Parish
Samuel Bonsall Parish ( * 1838 -1928), fue un botánico estadounidense pionero en San Bernardino, que investigó extensamente en la flora del sur de California.

## Algunas publicaciones
- 1901. A fern in Southern California. Muhlenbergia
- The immigrant plants of southern California. Bull. S. Califomia Acad. Sci. 19 (4): 3-30
- "Little or little-known plants of southern California". Erythea: 85-92
- 1908. A Problem in Plant Distribution. Muhlenbergia 4
- 1909. A bibliography of the Southern California flora
- 1917. The Red Hill Pools. Bull. Southern California Acad. Sci. 16:51-52

## Honores
Más de 300 especies llevan su nombre en su honor, com por ej.
- Viguiera parishii Greene
- Acanthoscyphus parishii
- La abreviatura «Parish» se emplea para indicar a Samuel Bonsall Parish como autoridad en la descripción y clasificación científica de los vegetales.[1]